# André Holland
André Holland (Bessemer, Alabama, 1979. december 28. –) amerikai színész.
Az Oscar-díjjal és számos más díjjal kitüntetett Holdfény című film tette világhírűvé, amelyben Kevin szerepét játszotta.

## Fiatalkora
Holland Alabama állam Bessemer városában született és a John Carroll Katolikus Főiskolán (John Carroll Catholic High School, Birmingham, Alabama) végzett. Kilencévesen játszott először színpadon a Birmingham Summerfest Theatre-ben az Oliver! című musicalben. Tanult a Florida State University-n, majd 2006-ban mesterfokozatot (Master of Fine Arts) szerzett a New York Egyetemen.

## Pályafutása
Holland számos színházi produkcióban szerepelt. 2006-ban három különböző életkorú embert személyesített meg Tanya Barfield afro-amerikai írónő Blue Door című darabjában. Erről az alakításáról Charles Isherwood elismerő kritikát írt a The New York Timesban. 2008-ban Eric szerepét játszotta a Wig Out! című darabban. A következő évben Elegba és Marcus szerepét alakította Tarell Alvin McCraney The Brother/Sister Plays című trilógiájában. 2010-ben Matthew Lopez The Whipping Man című darabjában kapott szerepet, az ebben nyújtott teljesítményéért AUDELCO-díjat kapott a legjobb mellékszereplő kategóriában. 2017-ben Youngbloodot játszotta a Broadway-n August Wilson drámájában, a Jitney-ben.
André Holland a színházon kívül sikeresen szerepelt számos televíziós műsorban illetve mozifilmben is. 2011-ben ő játszotta Julian „Fitz” Fitzgeraldot az NBC tévécsatorna Friends with Benefits sitcom sorozatában, amit később a magyar tévénézők is láthattak Barátság extrákkal címen. Feltűnt Clive Owen oldalán is a Cinemax A sebész című sorozatában. 2014-ben Andrew Youngot alakította Ava DuVernay történelmi filmdrámájában, a Selmában. 2016-ban Kevint játszotta Barry Jenkins Oscar-díjas filmjében, a Holdfényben. A filmben nyújtott és a kritikusok által is nagyra értékelt alakításért számos díjat nyert különböző fesztiválokon. A film a 74. Golden Globe-gálán elnyerte a legjobb filmdrámának járó díjat. Holland azóta játszott DuVernay fantasztikus kalandfilmjében, a 2018 márciusában bemutatott Időcsavarban. Legközelebb Steve McQueen thrillerében, a Widowsban lesz látható, a film bemutatóját 2018. novemberére tűzték ki..

## Filmográfia

### Film
- 2008:  Egy dominikai spíler
- 2008:  Miracle at St. Anna
- 2008:  Last Call
- 2009: A csajok háborúja
- 2009: Us: A Love Story (rövidfilm)
- 2011: Small, Beautifully Moving Parts
- 2012:  Nobody's Nobody's (rövidfilm)
- 2013:  A 42-es
- 2014: Black or White
- 2014:  Selma
- 2016: Holdfény
- 2018: Időcsavar
- 2018: Widows
- 2019: High Flying Bird
- 2019: Battle at Big Rock

### Televízió
- 2006: Esküdt ellenségek
- 2007:  A Donnelly klán
- 2007:  The News
- 2009: Lost & Found
- 2010: Rockford nyomoz
- 2010:  A hatalom hálójában
- 2011: Barátság extrákkal
- 2011: Minden lében négy kanál
- 2012–2013: 1600 Penn
- 2014–2015:  A sebész
- 2016: Amerikai Horror Story: Roanoke
- 2018: Castle Rock

## Díjak és nevezések
Gotham-díj
- 2016: Special Jury Prize a Holdfény szereplőgárda tagjának[17]

Screen Actors Guild-díj
- 2017: Nevezés legjobb szereplőgárda (mozifilm) kategóriában a Holdfény filmért[18]

## Fordítás
- Ez a szócikk részben vagy egészben  az   André Holland című angol Wikipédia-szócikk ezen változatának fordításán alapul.  Az eredeti cikk szerkesztőit annak laptörténete sorolja fel. Ez a jelzés csupán a megfogalmazás eredetét és a szerzői jogokat jelzi, nem szolgál a cikkben szereplő információk forrásmegjelöléseként.